# Bellbrook
Bellbrook est une ville située dans le comté de Greene, (État de l'Ohio), aux États-Unis.
La population de la ville était de 6 943 habitants au recensement de 2010. La localité fait partie de la région métropolitaine de Dayton.